# Афтенюк, Герман Трофимович
Герман Трофимович Афтенюк — советский хозяйственный, государственный и политический деятель.

## Биография
Родился в 1914 году в селе Строенцы. Член КПСС с 1940 года.
Участник Великой Отечественной войны. С 1948 года — на хозяйственной, общественной и политической работе. В 1948—1980 гг. — директор совхоза «Пуркары» Оланештского района, первый секретарь Оланештского, Чимишлийского райкомов КПМ, заведующий сельхозотделом ЦК КПМ, первый секретарь Карпиненского райкома КПМ, заместитель Председателя Совета Министров Молдавской ССР, председатель Госкомитета Совмина МССР по водному хозяйству, по орошаемому земледелию, министр мелиорации и водного хозяйства Молдавской ССР, заместитель Председателя Президиума Верховного Совета Молдавской ССР.
Избирался депутатом Верховного Совета СССР 5-го созыва.
Умер в 1987 году.